# María Josefa Lajarrota
María Josefa Xaviera Engracia Lajarrota (Buenos Aires, 18 de abril de 1757-íd., 15 de junio de 1822) fue una patriota argentina. Es considerada una de las Patricias Argentinas.

## Biografía
Nació en la Ciudad de Buenos Aires, Virreinato del Río de la Plata, el 18 de abril de 1757, hija de Domingo José Alonso de Lajarrota, natural de San Miguel de Rozas, España, Caballero de la Orden de Alcántara y uno de los más ricos comerciantes de la ciudad, y de María Josefa de la Quintana, porteña.
El 17 de marzo de 1777 casó con Agustín Casimiro de Aguirre, natural de Donamaría, España, Comandante de Infantería de Milicias, Regidor y Alférez Real del Cabildo de Buenos Aires, hijo de Francisco Casimiro de Aguirre y de María Micaela Micheo, con quien tuvo numerosos hijos: María Josefa (1778), Martina Gertrudis (1779), Casimira Francisca Xaviera (1781), Manuela Juana Isidora Nepomucena (1782), José Agustín (1784), Manuel José Hermenegildo (1786) y Angel Lucio Aguirre Lajarrota (1788).
Vivían en la calle Santísima Trinidad (hoy Bolívar), en la esquina con la Plaza Mayor.
En 1790 murió su esposo pero aunque su familia era numerosa y sus hijos aún pequeños su posición era acomodada y sus relaciones familiares influyentes por lo que no sufrió privaciones y mantuvo sus actividades en la sociedad porteña. No obstante, debió intervenir en los asuntos de su marido en el cobro de importantes deudas y para evitar ser estafada por su socio Clemente de Echenique contra quien sostuvo pleito.

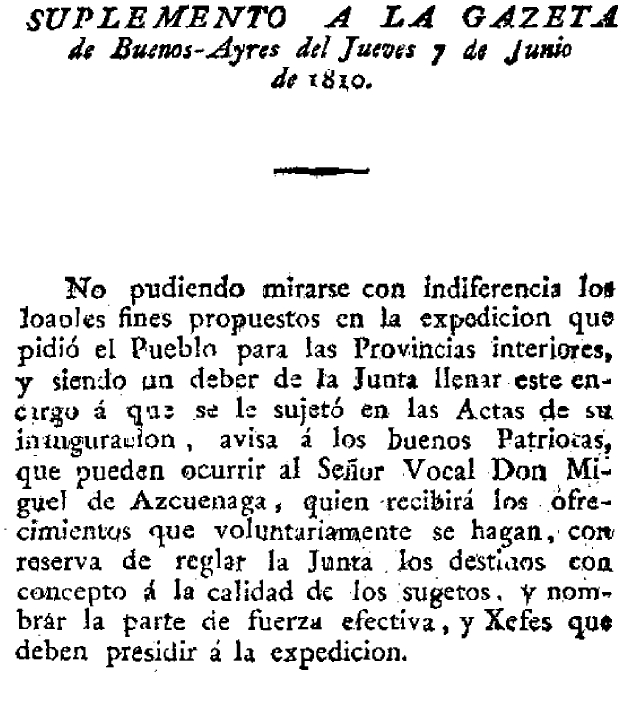
Resolución del 7 de junio de 1810.

En 1798 María Josefa y su hija Martina figuraban en la nómina de las "Señoras que caritativamente se han hecho cargo de proveer de camas (...) a las pobres enfermas del Hospital" dependiente de la "Hermandad de Caridad". 
Adhirió tempranamente a la Revolución de mayo de 1810, al igual que sus hijos Manuel Hermenegildo y José Agustín, quienes tras desempeñar un destacado papel en la lucha contra las Invasiones Inglesas mantendrían una influyente posición en la política de la nación. 
Una de las decisiones adoptadas por el cabildo abierto del 25 de mayo de 1810 ordenaba a la Junta Gubernativa disponer el envío de una Expedición Auxiliadora a las provincias del interior con el objeto formal de asegurar la libertad en la elección de diputados que las representarían en el gobierno. Más allá de esa justificación por otra parte razonable, era preciso evitar con rapidez la formación y consolidación de núcleos contrarrevolucionarios y demostrar a los partidarios en el interior del movimiento emancipador que serían sostenidos con decisión y preservados en sus vidas y hacienda por el nuevo gobierno.
El Cabildo del 25 de mayo había asignado recursos para organizar el nuevo ejército: los sueldos del Virrey Baltasar Hidalgo de Cisneros y de otros altos empleados de su administración. No obstante sea por resultar insuficientes o como medio para movilizar y comprometer a los vecinos con la causa se inició una suscripción pública. 

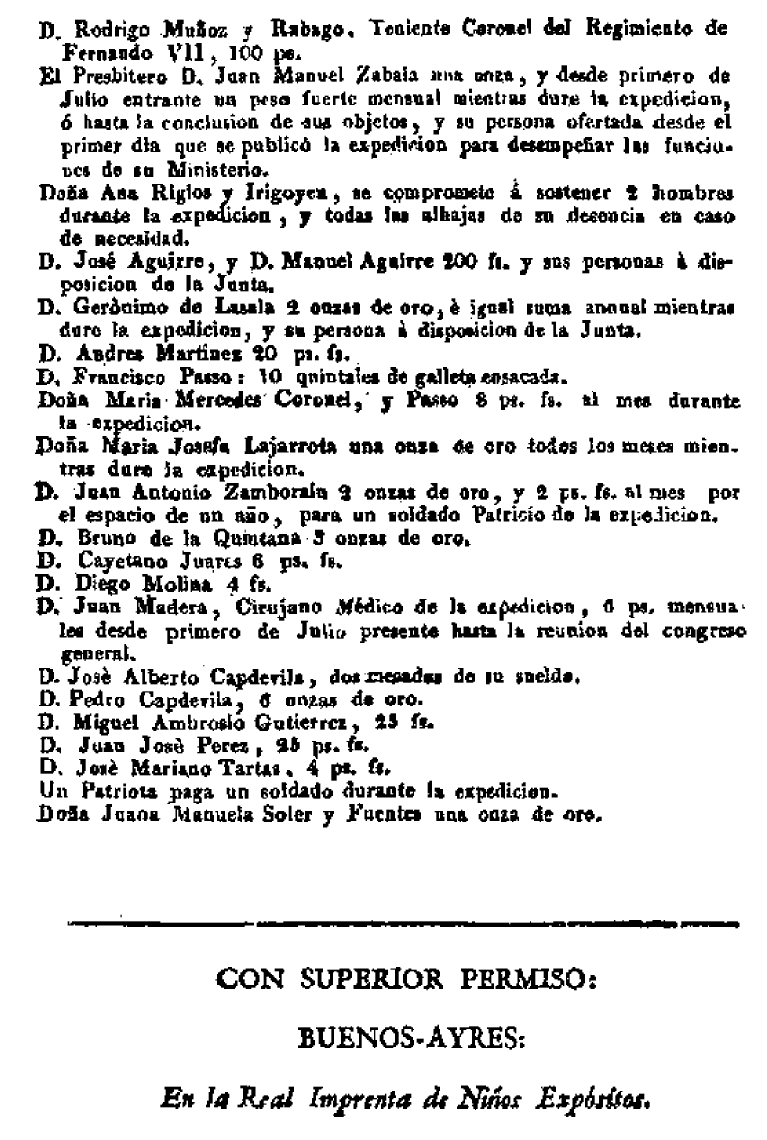
Lista de suscriptores.

El 7 de junio la Gazeta de Buenos Aires publicó una resolución en los siguientes términos: "No pudiendo mirarse con indiferencia los loables fines propuestos en la expedición que pidió e pueblo para las provincias interiores, y siendo un deber de la Junta llenar este encargo a que se le sujetó en las actas de su inauguración, avisa a los buenos patriotas que pueden concurrir al señor Vocal don Miguel de Azcuénaga, quien recibirá los ofrecimientos que voluntariamente se hagan, con reserva de reglar la Junta los destinos, con concepto a la calidad de los sujetos y nombrar la parte de fuerza efectiva y jefes que deben presidir la expedición".
María Josefa Lajarrota donó personalmente una onza de oro por mes mientras durara la expedición.
María Josefa había heredado de su madre un terreno con tres quintas ("Los Olivos", "Santa Lucia" y "La Pita") que abarcaba las 8 manzanas que atraviesan actualmente las calles Bartolomé Mitre, Cangallo y Sarmiento, y de norte a sur, Rodríguez Peña, Callao, Riobamba, Ayacucho y Junín.
Gravemente enferma el 31 de diciembre de 1821 dictó su testamento. Falleció en su ciudad natal el 15 de junio de 1822 y fue enterrada en la Iglesia de San Ignacio "amortajada con el Hávito de Dolores, de quien soy Cofrade".